# Methyl-3,4,6-tri-O-acetyl-α-D-glucopyranosid
Methyl-3,4,6-tri-O-acetyl-α-D-glucopyranosid ist eine chemische Verbindung, die sich von der Glucose ableitet. Es ist ein Zwischenprodukt in der organischen Synthese.

## Geschichte
Das Methyl-3,4,6-tri-O-acetyl-α-D-glucopyranosid wurde erstmals 1973 von Alexei F. Bochkov et al. synthetisiert. Als Edukt diente der Orthoester 3,4,6-Tri-O-acetyl-1,2-O-(1-methoxyethyliden)-α-D-glucopyranose. Dieser wurde in einem verschlossenen Rohr bei 140 °C mit einer äquimolaren Menge Methanol, sowie katalytischen Mengen von 2,6-Dimethylpyridiniumperchlorat und Chlorbenzol als Lösungsmittel reagieren gelassen. Die Titel-Verbindung entstand dabei jedoch nur als Nebenprodukt. Das Hauptprodukt war Methyl-2,3,4,6-tetra-O-acetyl-β-D-glucopyranosid. Weitere Nebenprodukte wurden zudem ebenfalls beobachtet.

## Gewinnung und Darstellung
Eine moderne Synthese beruht auf der selektiven Entschützung der 2-Position von Methyl-2,3,4,6-tetra-O-acetyl-α-D-glucopyranosid. Das Edukt wir bei 5 °C über 10 h mit einem Äquivalent Hydrazin in Form einer 85-prozentigen wässrigen Lösung in Tetrahydrofuran gerührt. Das Produkt entsteht in etwa 50 % Ausbeute und kann säulenchromatographisch isoliert werden (Gemisch aus Petrolether und Ethylacetat als Eluent). Auch die Eduktreste können dabei effektiv zurückgewonnen werden.